# Hillary Brooke
Hillary Brooke, nata Beatrice Sofia Mathilda Peterson (New York, 8 settembre 1914 – Bonsall, 25 maggio 1999), è stata un'attrice statunitense.

## Filmografia parziale

### Cinema
- Sherlock Holmes di fronte alla morte (Sherlock Holmes Faces Death), regia di Roy William Neill (1943)
- La porta proibita (Jane Eyre), regia di Robert Stevenson (1943)
- Il prigioniero del terrore (Ministry of Fear), regia di Fritz Lang (1944)
- Tutto esaurito (Standing Room Only), regia di Sidney Lanfield (1944)
- Il villino incantato (The Enchanted Cottage), regia di John Cromwell (1945)
- La donna in verde (The Woman in Green), regia di Roy William Neill (1945)
- I cercatori d'oro (Road to Utopia), regia di Hal Walker (1945)
- Strana personificazione (Strange Impersonation), regia di Anthony Mann (1946)
- Monsieur Beaucaire, regia di George Marshall (1946)
- Venere peccatrice (The Strange Woman), regia di Edgar G. Ulmer (1946)
- Lo strano Mr. Jones (The Fuller Brush Man), regia di S. Sylvan Simon (1948)
- Africa strilla (Africa Screams), regia di Charles Barton (1949)
- La vendicatrice (Vendetta), regia di Mel Ferrer (1950)
- Il continente scomparso (Lost Continent), regia di Sam Newfield (1951)
- Skipalong Rosenbloom, regia di Sam Newfield (1951)
- Kidd il pirata (Abbott and Costello Meet Captain Kidd), regia di Charles Lamont (1952)
- La divisa piace alle signore (Never Wave at a WAC), regia di Norman Z. McLeod (1953)
- Gli invasori spaziali (Invaders from Mars), regia di William Cameron Menzies (1953)
- Il labirinto (The Maze), regia di William Cameron Menzies (1953)
- The House Across the Lake, regia di Ken Hughes (1954)
- La moschea nel deserto (Bengazi), regia di John Brahm (1955)
- L'uomo che sapeva troppo (The Man Who Knew Too Much), regia di Alfred Hitchcock (1956)
- Fiamme sulla grande foresta (Spoilers of the Forest), regia di Joseph Kane (1957)

### Televisione
- Gianni e Pinotto (The Abbott and Costello Show) – serie TV, 23 episodi (1952-1953)
- La mia piccola Margie (My Little Margie) – serie TV, 26 episodi (1952-1955)
- Mickey Rooney Show (The Mickey Rooney Show) – serie TV, episodio 1x11 (1954)
- The Whistler – serie TV, episodio 1x21 (1955)
- The Star and the Story – serie TV, episodi 1x20-2x04-2x09-2x16 (1955-1956)
- Screen Directors Playhouse – serie TV, episodio 1x22 (1956)
- West Point – serie TV, episodio 1x06 (1956)
- Yancy Derringer – serie TV, episodio 1x21 (1959)
- Michael Shayne – serie TV episodio 1x08 (1960)

## Doppiatrici italiane
- Tina Lattanzi in Monsieur Beaucaire, L'uomo che sapeva troppo
- Mimosa Favi in La porta proibita
- Laura Carli in Il prigioniero del terrore
- Adriana De Roberto in Africa strilla
- Lydia Simoneschi in Il continente scomparso
- Gemma Griarotti in Gli invasori spaziali
- Rosetta Calavetta in La donna in verde (doppiaggio tardivo 1975)